# نادي أكونانغي
نادي أكونانغي لكرة القدم هو نادي كرة قدم غيني استوائي مقره في إيبيبين، غينيا الاستوائية.
تم حله عام 2010 ثم عاد مرة أخرى في موسم 2012 في دوري الدرجة الثانية وتأهل ليشارك للدرجة الأول في الموسم التالي.

## الألقاب
- دوري غينيا الاستوائية الممتاز: 5

1992, 1999, 2001, 2008, 2013
- كأس غينيا الاستوائية: 4

1979, 1996, 2002, 2007